# Być Polakiem
Być Polakiem – coroczny konkurs literacki i plastyczny dla dzieci i młodzieży zamieszkałej poza granicami Polski, organizowany od 2009 roku przez fundację „Świat na tak”.  W 2017 roku na konkurs wpłynęło 1120 prac. Nagrodą dla laureatów jest przyjazd do Polski i wycieczka po kraju. Konkurs jest objęty patronatem Senatu R.P.